# Xerus rutilus
Espèce
Statut de conservation UICN

 LC  : Préoccupation mineure
Xerus rutilus est une espèce de rongeurs d'Afrique de la famille des Sciuridés.

## Description
Cette espèce est la plus petite du genre Xerus. Elle mesure de 20 à 25 cm de long pour un poids allant de 260 à 420 g. Elle ne possède pas de rayures contrairement aux autres espèces du genre.

## Répartition
Cette espèce est présente au Soudan, en Érythrée, à Djibouti, en Éthiopie, en Somalie, en Ouganda, au Kenya et en Tanzanie.

## Mode de vie
Xerus rutilus est diurne et généralement solitaire.